# Amy Fraser
Amy Fraser (ur. 29 marca 1995 w Halifaxie) – kanadyjska narciarka dowolna specjalizująca się w half-pipe, olimpijka z Pekinu 2022.
Narciarstwo dowolne rozpoczęła uprawiać w 2016. W 2019 dołączyła do kanadyjskiej kadry narodowej. Mieszka w Calgary.

## Udział w zawodach międzynarodowych
| Impreza            | Rok  | Miejsce | Konkurencja | Miejsce |                      |      |       |          |    |
| ------------------ | ---- | ------- | ----------- | ------- | -------------------- | ---- | ----- | -------- | -- |
| Impreza            | Rok  | Miejsce | Konkurencja | Miejsce | Igrzyska olimpijskie | 2022 | Pekin | halfpipe | 8. |
| Mistrzostwa świata | 2021 | Aspen   | halfpipe    | 9.      |                      |      |       |          |    |